# Méry-Prémecy
Méry-Prémecy è un comune francese di 64 abitanti situato nel dipartimento della Marna nella regione del Grand Est.

## Società

### Evoluzione demografica
Abitanti censiti